# Quinto Voconio Saxa Fido
Quinto Voconio Saxa Fido (en latín: Quintus Voconius Saxa Fidus) fue un senador romano que vivió en el siglo II, y desarrolló su cursus honorum bajo los reinados de Trajano, Adriano, Antonino Pío, y Marco Aurelio. Fue cónsul sufecto en el año 146 junto con Gayo Ummidio Cuadrato Anniano Vero.

## Orígenes familiares
Voconio procedía de una familia plebeya originaria en la ciudad de Ariccia, en la región del Lacio, que existía desde el siglo II a. C. y cuyo primer miembro en obtener una magistratura romana fue Quinto Voconio Saxa, tribuno de la plebe en el año 169 a. C.

## Carrera política
Su cursus honorum se conoce por dos inscripciones: una en griego establecida en Fasélide en Licia, la otra en latín erigida en Perge. Voconio comenzó su carrera como uno de los decemviri stlitibus judicandis, parte del vigintivirato; el primer paso necesario para poder ingresar al Senado romano. Luego, como tribuno militar, fue asignado a dos legiones diferentes: primero a la Legio III Cyrenaica, luego a la Legio XII Fulminata; Bernard Remy fecha estos cargos durante la Campaña parta de Trajano. Por su servicio en estas legiones, Voconio fue galardonado con una dona militaria. Luego alcanzó el cargo de cuestor, que ejerció en la provincia senatorial de Macedonia; al término de esta magistratura fue inscrito en el Senado. Siguieron dos más de las magistraturas republicanas tradicionales: tribuno de la plebe y pretor.
Después de dejar su cargo de pretor, Voconio fue designado como curator o supervisor de la Via Valeria y la Via Tiburtina; Géza Alföldy estima que ocupó este puesto desde alrededor del año 135 hasta alrededor del año 138. Rémy sugiere que mientras era supervisor de estos dos caminos, también se le encomendó reclutar soldados para ayudar en los esfuerzos romanos en la revuelta de Bar Kokhba. Luego fue legado o comandante de la Legio IV Scythica estacionada en Siria; Alföldy data este cargo alrededor del año 138 hasta alrededor del 141. Después de regresar a Roma, fue nombrado gobernador de la provincia senatorial de Bitinia y Ponto, que Alföldy y Remy la fechan por alrededor de los años 142-143. Su último puesto como propretor fue el de gobernador de la provincia imperial de Licia y Panfilia; Alföldy fecha su mandato alrededor del año 143 al 147. La fecha de su gobernación de Licia y Panfilia es segura debido a su mención en una inscripción en el mausoleo de Opramoas, lo que implica que Voconio fue cónsul in absentia en el año 146.
Aunque ambas inscripciones, erigidas durante su gobierno en Licia y Panfilia, terminan aproximadamente en el momento de su consulado, de otra inscripción 
erigida en Gightis, atestigua que Voconio fue gobernador proconsular de África en el período 161-162.

## Familia
Aunque se desconoce el nombre de su esposa, Voconio tuvo al menos un hijo: Quinto Voconio Saxa Amintiano, a quien se lo menciona en la inscripción de Fasélide.